# Tour du Limousin 1981
La 14e édition du Tour du Limousin s'est déroulée du 19 au 22 août 1981, et a vu s'imposer le Français Marc Madiot.

## Classements des étapes
| Étape     | Date    | Villes étapes        | Vainqueur d'étape       | Equipe  | Leader du classement général | Équipe  |
| 1re étape | 19 août | Limoges - Bourganeuf | Patrick Bonnet          | Renault | Patrick Bonnet               | Renault |
| 2e étape  | 20 août | Bourganeuf - Tulle   | Gilbert Duclos-Lassalle | Peugeot | Patrick Bonnet               | Renault |
| 3e étape  | 21 août | Tulle - Brive        | Gilbert Duclos-Lassalle | Peugeot | Patrick Bonnet               | Renault |
| 4e étape  | 22 août | Brive - Limoges      | Jean-François Rault     | Puch    | Marc Madiot                  | Renault |

## Classement final
| 1.  | Marc Madiot            | Renault      |
| 2.  | Dominique Arnaud       | Puch         |
| 3.  | Pierre-Henri Menthéour | Miko Mercier |
| 4.  | André Mollet           | Miko Mercier |
| 5.  | Hubert Linard          | Peugeot      |
| 6.  | Jérôme Simon           | Amateur      |
| 7.  | Richard Jean           | Amateur      |
| 8.  | Hubert Graignic        | Amateur      |
| 9.  | Éric Salomon           | Amateur      |
| 10. | Pierre Le Bigaut       | Miko Mercier |